# Forum Netztechnik/Netzbetrieb
Das Forum Netztechnik/Netzbetrieb im VDE (FNN) ist ein Ausschuss des Verbands der Elektrotechnik Elektronik Informationstechnik (VDE) mit eigenem Fördererkreis und eigener Geschäftsstelle im VDE-Haus in Berlin.

## Ziele
Der FNN verfolgt das Ziel, den Netzbetrieb in Deutschland bei steigender Aufnahme von Strom aus erneuerbaren Energien jederzeit sicherzustellen. Die Stromnetze sind die zentrale Infrastruktur der Energiewende, da sie alle Akteure miteinander verbinden. Deutschland verfügt im weltweiten Vergleich über eines der zuverlässigsten Netze. Im Rahmen des tief greifenden Umbaus der Stromversorgung durch die Energiewende ändern sich Aufgaben und Architektur der Netze grundlegend. Das Forum Netztechnik/Netzbetrieb ist der zuständige Ausschuss im VDE e. V., der diesen Wandel durch technische Regelsetzung umsetzt. Dazu erstellt FNN unter anderem VDE-Anwendungsregeln, Hinweise, Studien und Positionspapiere.

## Arbeitsgebiete und Themen
Zentrale Arbeitsfelder des Vereins sind unter anderem die Weiterentwicklung der Stromnetze in Deutschland, das intelligente Messsystem, die Versorgungsqualität, innovative Netztechnologien sowie Umwelt- und Naturschutz. Bei der Weiterentwicklung der Stromnetze rückt verstärkt das Zusammenspiel der verschiedenen Akteure in den Vordergrund. VDE-Anwendungsregeln sind ein geeignetes Mittel, um die notwendigen Regelungen an den Schnittstellen zu definieren.
Weitere Themen sind die Erarbeitung von technischen Anschlussregeln für alle Netzebenen, Informationssicherheit in Stromnetzen, das technische Sicherheitsmanagement und Schutz- und Leittechnik.

## Arbeitsweise
Zentraler Grundsatz der Arbeiten bei FNN ist die Beteiligung aller involvierten Gruppen. Dazu gehören zum Beispiel:
- Netzbetreiber

- Hersteller von Erzeugungsanlagen und Netztechnik
- Errichter und Betreiber dezentraler Erzeugungsanlagen
- Elektrohandwerk
- Behörden
- Andere Verbände

Sie arbeiten gemeinsam an technischen Lösungen und Konzepten. Grundlage dafür sind klare und transparente Prozesse, die in der Regel in konsensbasierten Entscheidungen münden. Die Gremienarbeit erfolgt ehrenamtlich, unterstützt von den hauptamtlichen Mitarbeiterinnen und Mitarbeitern der Geschäftsstelle.

## Technischer Regelsetzer
Bei der technischen Selbstverwaltung der Energiewirtschaft in Deutschland spielt FNN mit seinem Regelwerk eine wichtige Rolle. Bei rund 900 Verteilnetzbetreibern in Deutschland ist die technische Bündelungsfunktion, die Vereinheitlichung von Regeln von großer Bedeutung. Ein einheitliches Regelwerk ist Grundlage für den sicheren Netzbetrieb. Als technischer Regelsetzer gibt es einen kontinuierlichen Austausch des FNN mit Behörden und Politik sowie Organisationen wie ENTSO-E und Cigré.

## Veranstaltungen
Alle zwei Jahre finden der FNN-Fachkongress Netztechnik und der FNN-Fachkongress Zählen, Messen und Prüfen (ZMP) statt. Zum bundesweit größten Fachkongress zum Thema Netztechnik und Netzbetrieb treffen sich in Nürnberg alle zwei Jahre Netzbetreiber, Hersteller von Netztechnik und Betriebsmitteln, Vertreter von Politik und Behörden und weitere Fachkreise. Beim FNN-Fachkongress Zählen, Messen und Prüfen diskutiert die Branche aktuelle Entwicklungen und künftige Herausforderungen.
Gemeinsam mit der Energietechnischen Gesellschaft im VDE (ETG) veranstaltet der FNN regelmäßig alle zwei Jahre das Tutorial Schutz- und Leittechnik. Jährlich findet auch das TAB-Fachforum statt, bei dem es um die technischen Anschlussregeln für die verschiedenen Spannungsebenen geht. Zu einzelnen Themen finden darüber hinaus zahlreiche Infotage und weitere Veranstaltungen statt.

## Geschichte
Im Zuge der Verbändereform in der Energiewirtschaft im Jahre 2007 war neben politischer Interessenvertretung auch die technische Regelsetzung für Stromnetzbetreiber zu reorganisieren. Ausgangspunkt für die Trennung von Lobbyarbeit und technischer Regelsetzung waren u. a. die Forderungen der Energieaufsichtsbehörden nach Neutralität und Unabhängigkeit der technischen Regelsetzung von politischen Unternehmensinteressen.
Der VDE hat dafür die Themenbereiche Netztechnik und Netzbetrieb, die bisher im Bundesverband der Energie- und Wasserwirtschaft (BDEW) und früher im Verband der Netzbetreiber (VDN) behandelt wurden, übernommen. Um eine kontinuierliche Bearbeitung der Themen sicherzustellen, sind sechs Mitarbeiter, die bisher mit diesen Themen betraut waren, zum VDE gewechselt. Das Forum Netztechnik/Netzbetrieb im VDE (FNN) existiert seit 1. Juni 2008. Ziel ist u. a. die Erstellung praxisorientierter Anwendungsregeln für Betrieb und Sicherheit des Betriebes von Übertragungs- und Verteilungsnetzen. Ein Beispiel dafür ist der technische Hinweis "IEC 61850 aus Anwendersicht", der Empfehlungen für die Anwendung der Norm IEC 61850 für die Kommunikation in Schaltanlagen zusammenfasst und Anwender bei Ausschreibung und Implementierung unterstützen will. An der Ausarbeitung haben Experten aus Energieversorgungsunternehmen wie auch Hersteller mitgearbeitet.